# Dværgmåge
Dværgmågen (Hydrocoloeus minutus) er en fugleart i familien mågefugle, der især er udbredt i det nordøstlige Europa og Asien. Den forekommer ved lavvandede søer med rørsump og på sumpede enge med tuer. Dværgmågen er verdens mindste måge med et vingefang på omkring 74 centimeter. Den ligner hættemågen, men kendes blandt andet på at være tydeligt mindre og have vinger med gråsort underside.
Arten er den eneste i slægten Hydrocoloeus.

## Ynglefugl og trækgæst i Danmark
Dværgmågen har været mere eller mindre regelmæssig ynglefugl i Danmark i 1900-tallet, men yngler nu meget uregelmæssigt. Den fandtes ynglende med to par i 2011. Et vigtigt ynglested var indtil 1980 Vejlerne i Nordjylland.
Arten træffes som fåtallig trækgæst i den sydlige del af Danmark. Det er fugle, der trækker fra Østersøområdet for at overvintre langs Vesteuropas og Nordafrikas kyster.